# 佩克拉
佩克拉（荷蘭語：Pekela，荷蘭語發音：[ˈpeːkəlaː]）是荷兰东北部格罗宁根省的一个市镇，面积为50.20平方公里，2007年人口为13,237。

## 人口中心
- Boven Pekela
- Nieuwe Pekela
- Oude Pekela